# Canton de Saint-Étienne-du-Rouvray
Le canton de Saint-Étienne-du-Rouvray est une circonscription électorale française située dans le département de la Seine-Maritime, région de Normandie.
À la suite du redécoupage cantonal de 2014, les limites territoriales du canton sont remaniées. Le nombre de communes du canton passe de 2 à 1 + fraction de Saint-Étienne-du-Rouvray.

## Géographie
Ce canton fait partie de l'arrondissement de Rouen, dans la partie de la boucle de la Seine reliant Elbeuf à Rouen. Son bureau centralisateur est Saint-Étienne-du-Rouvray.

## Histoire
Le canton a été créé en 1982 en scindant en trois l'ancien canton de Sotteville-lès-Rouen.
Par décret du 27 février 2014, le nombre de cantons du département est divisé par deux, avec mise en application aux élections départementales de mars 2015. Le canton de Saint-Étienne-du-Rouvray est conservé et est réduit. Il passe de 2 communes à 1 + fraction de Saint-Étienne-du-Rouvray.

## Représentation

### Représentation avant 2015
| Période | Période      | Identité                   | Étiquette | Qualité                                                                                                  |
| ------- | ------------ | -------------------------- | --------- | --- |
| 1982    | 1982 (décès) | Pierre Toutain (1925-1982) | PCF       | Professeur de collège Ancien conseiller municipal d'Aumale Maire d'Oissel (1977-1982)                    |
| 1982    | 2004         | Pierre Tréhet              | PCF       | Conseiller municipal d'Oissel                                                                            |
| 2004    | 2015         | Hubert Wulfranc            | PCF       | Professeur puis directeur de cabinet de Michel Grandpierre Maire de Saint-Étienne-du-Rouvray (2002-2017) |

### Représentation depuis de 2015
| Période élective | Période élective | Mandat | Mandat           | Identité        | Nuance | Nuance | Qualité |
| ---------------- | ---------------- | ------ | ---------------- | --------------- | ------ | ------ | --- |
| 2015             | 2021             | 2015   | 2021             | Séverine Botte  |        | PCF    | Enseignante Première adjointe au maire d'Oissel                                                                  |
| 2015             | 2021             | 2015   | 2017 (démission) | Hubert Wulfranc |        | PCF    | Maire de Saint-Étienne-du-Rouvray (2002-2017) Député de la 3e circonscription de la Seine-Maritime (depuis 2017) |
| 2015             | 2021             | 2017   | 2021             | Stéphane Barré  |        | PCF    | Maire d'Oissel (depuis 2014) Président du groupe PCF au conseil départemental                                    |
| 2021             | 2028             | 2021   | en cours         | Séverine Botte  |        | PCF    | Première adjointe au maire d'Oissel                                                                              |
| 2021             | 2028             | 2021   | en cours         | Joachim Moyse   |        | PCF    | Professeur Maire de Saint-Étienne-du-Rouvray (depuis 2017)                                                       |

### Résultats détaillés

#### Élections de mars 2015
À l'issue du 1er tour des élections départementales de 2015, deux binômes sont en ballottage : Séverine Botte et Hubert Wulfranc (FG, 50,13 %) et Maxime Argentin et Danielle Bazin (FN, 27,27 %). Le taux de participation est de 46,23 % (8 791 votants sur 19 016 inscrits) contre 49,48 % au niveau départemental et 50,17 % au niveau national.
Au second tour, Séverine Botte et Hubert Wulfranc (FG) sont élus avec 68,69 % des suffrages exprimés et un taux de participation de 45,56 % (5 582 voix pour 8 664 votants et 19 016 inscrits).

#### Élections de juin 2021
Le premier tour des élections départementales de 2021 est marqué par un très faible taux de participation (33,26 % au niveau national). Dans le canton de Saint-Étienne-du-Rouvray, ce taux de participation est de 26,65 % (5 187 votants sur 19 465 inscrits) contre 32,19 % au niveau départemental. À l'issue de ce premier tour, deux binômes sont en ballottage : Séverine Botte et Joachim Moyse (PCF, 73,97 %) et Christine Lesens et Thierry Perrier (RN, 26,03 %).
Le second tour des élections est marqué une nouvelle fois par une abstention massive équivalente au premier tour. Les taux de participation sont de 34,36 % au niveau national, 32,06 % dans le département et 25,31 % dans le canton de Saint-Étienne-du-Rouvray. Séverine Botte et Joachim Moyse (PCF) sont élus avec 74,77 % des suffrages exprimés (3 477 voix pour 4 928 votants et 19 472 inscrits),,. 

## Composition
Le canton de Saint-Étienne-du-Rouvray se compose d’une fraction de la commune de Saint-Étienne-du-Rouvray et d'une autre commune,.
| Nom                                              | Code Insee | Intercommunalité          | Superficie (km2) | Population (dernière pop. légale)                | Densité (hab./km2) | Modifier                                    |
| ------------------------------------------------ | ---------- | ------------------------- | ---------------- | ------------------------------------------------ | ------------------ | ------------------------------------------- |
| Saint-Étienne-du-Rouvray (bureau centralisateur) | 76575      | Métropole Rouen Normandie | 18,25            | Fraction : 22 013 (2022) Commune : 28 653 (2022) | 1 570              | modifier les données · modifier les données |
| Oissel-sur-Seine                                 | 76484      | Métropole Rouen Normandie | 22,19            | 12 287 (2022)                                    | 554                | modifier les données · modifier les données |
| Canton de Saint-Étienne-du-Rouvray               | 7631       |                           |                  | 34 300 (2022)                                    |                    | modifier les données                        |

La partie de la commune de Saint-Étienne-du-Rouvray intégrée dans le canton est celle située au sud d'une ligne définie par l'axe des voies et limites suivantes : depuis la limite territoriale de la commune de Sotteville-lès-Rouen, avenue d'Amsterdam, rue de Stockholm, rue Pierre-Semard, rue des Jonquilles, rue des Lys, rue des Anémones, avenue Antoine-de-Saint-Exupéry, rue Jean-Maridor, rue Hélène-Boucher, rue Clément-Ader, rue du Lieutenant-de-Vaisseau-de-Cuverville, rue du Madrillet, rue du Lieutenant-de-Vaisseau-de-Cuverville, périphérique Henri-Wallon, périphérique Robespierre, ligne droite jusqu'à l'intersection de la rue Georges-Courteline et du périphérique Jean-Macé, périphérique Jean-Macé, rue Marguerite-Duras, rue Ernest-Renan, jusqu'à la limite territoriale de la commune du Grand-Quevilly.

## Démographie

### Démographie avant 2015
| 1982 | 1990   | 1999   | 2006   | 2011   | 2012   |
| ---- | ------ | ------ | ------ | ------ | ------ |
| -    | 23 812 | 23 367 | 23 319 | 24 060 | 24 337 |

### Démographie depuis 2015
En 2022, le canton comptait 34 300 habitants, en évolution de +3,25 % par rapport à 2016 (Seine-Maritime : +0,35 %, France hors Mayotte : +2,11 %).
| 2013   | 2018   | 2022   |
| ------ | ------ | ------ |
| 31 369 | 33 564 | 34 300 |